# Panthea (fältmarskalk)

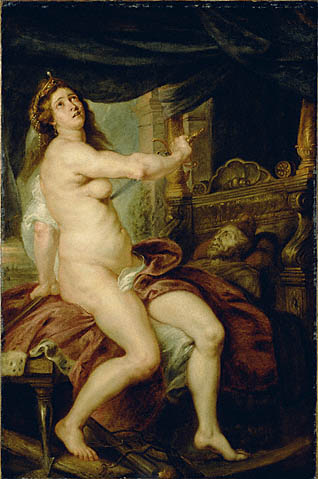
Pantheas död, illustrerad av Peter Paul Rubens (1577–1640).

Panthea, född 545 f.Kr., död 530 f.Kr., var ledare av den akemenidiska hären under Kyros II.
Panthea sägs ha varit mycket vacker, och samtidigt general över den kungliga elitstyrkan under tidsepoken. Under någon tidpunkt tillfångatogs hon av fientliga styrkor men fritogs av Kyros II. Enligt dåtida samhällsregler hade Kyros II då rätt till Panthea som fru, men valde av respekt för hennes make kung Abradatas att inte ta emot henne utan istället meddelade han Abradatas om händelsen och de två återförenades. Enligt berättelsen tog Panthea livet av sig när hon fick reda på att hennes make kung Abradatas hade dött i strid.
Romansen mellan Abradatas och Panthea spelar en viktig roll i verket Cyropaedia, en biografisk berättelse av och om Kyros II och formationen av Akemeniderna, det första persiska imperiet.